# Stąporków (gemeente)
De gemeente Stąporków is een stad- en landgemeente in het Poolse woiwodschap Święty Krzyż, in powiat Konecki.
De zetel van de gemeente is in Stąporków.
Op 30 juni 2004 telde de gemeente 18 531 inwoners.

## Oppervlakte
In 2002 bedroeg de totale oppervlakte van gemeente Stąporków 231,41 km², waarvan:
- agrarisch gebied: 31%
- bossen: 62%

De gemeente beslaat 20,3% van de totale oppervlakte van de powiat.

## Demografie
Stand op 30 juni 2004:
| Omschrijving                   | Totaal | Totaal | Vrouwen | Vrouwen | Mannen | Mannen |
| ------------------------------ | ------ | ------ | ------- | ------- | ------ | ------ |
| eenheid                        | aantal | %      | aantal  | %       | aantal | %      |
| inwoners                       | 18 531 | 100    | 9496    | 51,2    | 9035   | 48,8   |
| bevolkingsdichtheid (inw./km²) | 80,1   | 80,1   | 41      | 41      | 39     | 39     |

In 2002 bedroeg het gemiddelde inkomen per inwoner 1005,4 zł.

## Administratieve plaatsen (sołectwo)
Adamek, Bień, Błaszków, Błotnica, Boków, Czarna, Czarniecka Góra, Duraczów, Furmanów, Gosań, Grzybów, Gustawów, Hucisko, Janów, Kamienna Wola, Komorów, Kozia Wola, Krasna, Lelitków, Luta, Modrzewina, Mokra, Nadziejów, Niekłań Mały, Niekłań Wielki, Odrowąż, Pardołów, Piasek, Smarków, Świerczów, Wąglów, Wielka Wieś, Włochów, Wólka Plebańska,
Wólka Zychowa

## Aangrenzende gemeenten
Bliżyn, Chlewiska, Końskie, Mniów, Przysucha, Smyków, Zagnańsk